# کیریل پیروگوف
کیریل پیروگوف (روسی: Кирилл Пирогов؛ زادهٔ ۴ سپتامبر ۱۹۷۳) بازیگر و آهنگساز اهل روسیه است.
از فیلم‌ها یا برنامه‌های تلویزیونی که وی در آن نقش داشته‌است، می‌توان به ارکستر سرخ، مک‌مافیا و خواهران اشاره کرد.